# Stygnocorini

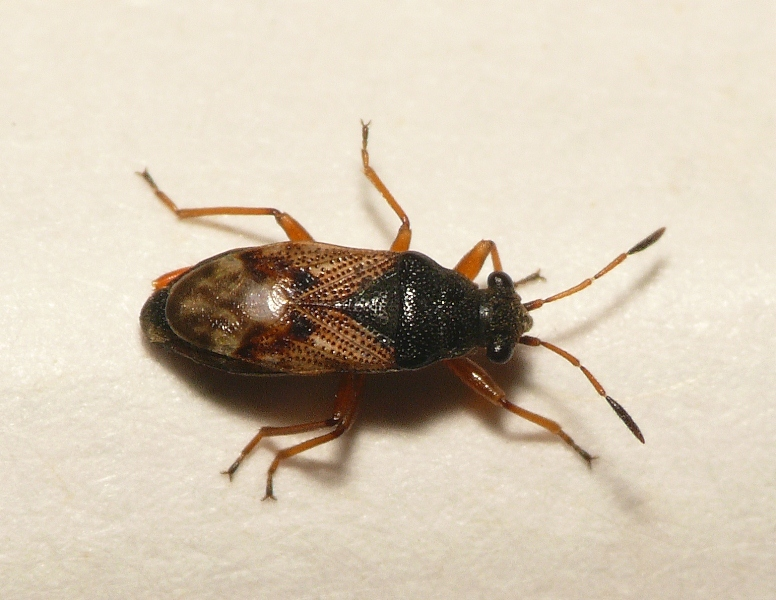
Acompus rufipes

Stygnocorini – plemię pluskwiaków z podrzędu różnoskrzydłych i rodziny brudźcowatych.
Pluskwiaki o krótkim, przysadzistej budowy ciele. Głowa ich ma dobrze rozwinięte bukule, podłużnie rowkowane ciemię, oczy złożone, położone między nimi i nieco ku tyłowi przyoczka, czteroczłonową kłujkę i czteroczłonowe czułki. Przedplecze pozbawione jest obrączki apikalnej (kołnierzowatego zgrubienia na przedniej krawędzi). Tylna para skrzydeł zwykle zaopatrzona jest w dobrze rozwiniętą żyłkę haczykowatą (hamus) jak i dobrze wykształcone żyłki interwannalne. Odwłok ma wszystkie przetchlinki położone na sternitach. Sternity czwarty i piąty są ze sobą scalone. Na piątym sternicie piąta para przetchlinek leży w środkowej ⅓ jego długości, a tylne trichobotria osadzone są za przetchlinkami tejże pary. W sąsiedztwie przetchlinek drugiej i trzeciej pary brak jest porów. 
U larw obecny jest szew Y-kształtny. Ujścia grzbietowych gruczołów zapachowych ich odwłoka znajdują się między tergitami trzecim i czwartym, czwartym i piątym oraz piątym i szóstym.
Plemię to ograniczone jest w swym zasięgu do półkuli wschodniej. Najliczniej reprezentowane jest w krainach palearktycznej i etiopskiej. W tej drugiej występuje w strefie klimatu umiarkowanego oraz w górach Afryki i Madagaskaru. W Australii, w tym Tasmanii występuje jeden gatunek. Plemię znane jest też z Nowej Zelandii. W Polsce stwierdzono 8 gatunków z 3 rodzajów (zobacz: brudźcowate Polski).
Takson ten wprowadzony został w 1936 roku przez Johannesa Guldego. Należy do niego 69 opisanych gatunków, zgrupowanych w rodzajach:
- Acompus Fieber, 1861
- Anneckocoris Slater, 1982
- Arrianus Distant, 1904
- Capenicola Slater & Sweet, 1970
- Esuridea Reuter, 1890
- Hyalochilus Fieber, 1861
- Lasiosomus Fieber, 1861
- Margareta White, 1878
- Notiocola Slater & Sweet, 1970
- Paracnemodus Slater, 1964
- Stygnocoris Douglas & Scott, 1865 – zaskalnik
- Stygnocorisella Hoberlandt, 1956
- Sweetocoris O'Rourke, 1974
- Tasmanicola Slater & Sweet, 1970